# Suzy McKee Charnas
Suzy McKee Charnas (ur. 22 października 1939 w Nowym Jorku, zm. 2 stycznia 2023) – amerykańska pisarka pochodzenia żydowskiego, twórczyni literatury science fiction i fantasy.
Ukończyła studia licencjackie na Barnard College (1961) i magisterskie na New York University (1965). Za swoją twórczość otrzymała nagrody: Nagrodę Mythopoeic (za powieść The Kingdom of Kevin Malone), Gaylactic Spectrum Awards (za serię powieściową The Holdfast Chronicles) trzykrotnie Nagrodę Jamesa Tiptree Jr. (za powieści Walk to the End of the World, Motherlines oraz The Conqueror's Child), Nebulę (za nowelę Gobelin z jednorożcem), Hugo (za opowiadanie Boobs) i Gigamesh Award.
Urodziła się jako córka artystów Robinsona McKee i Maxine z domu Szanton. 4 października 1968 poślubiła prawnika Stephena Charnasa. Miała dwoje pasierbów. Mieszkała w Albuquerque.

## Publikacje

### Powieści
- seria Holdfast Chronicles

1. Walk to the End of the World (1974)
2. Motherlines (1978)
3. The Furies (1994)
4. The Conqueror's Child (1999)

- Gobelin z wampirem(inne języki) (The Vampire Tapestry, 1980; wyd. pol.  1992)
- Dorothea Dreams (1986)
- The Kingdom of Kevin Malone (1993)
- The Ruby Tear (pod pseudonimem Rebecca Brand 1997)
- Strange Seas (2002)

### Zbiory opowiadań
- Moonstone and Tiger-Eye (1992)
- Music of the Night (2001)
- Stagestruck Vampires & Other Phantasms (2004)

### Książka ilustrowana
- Listening to Brahms (1991)

### Literatura faktu
- My Father's Ghost: The Return of My Old Man and Other Second Chances (2002)

### Nowele
- The Ancient Mind at Work (1979)
- Scorched Supper on New Niger (1980)
- Gobelin z jednorożcem (Unicorn Tapestry, 1980; wyd. pol. jako rozdział powieści Gobelin z wampirem 1992)[2][3]
- Koncert muzyki Brahmsa (Listening to Brahms, 1986; wyd. pol. w antologii Kroki w nieznane 2005)[4]
- Evil Thoughts (1990)
- Advocates (wraz z Chelsea Quinn Yarbro(inne języki); 1991)
- Now I Lay Me Down to Sleep (1991)
- Oak and Ash (1992)
- Beauty and the Opéra or The Phanton Beast (1996)
- The Land of Lost Content (1998)
- Lowland Sea (2009)
- Late Bloomer (2011)

### Opowiadania
- Muzyczne interludium (A Musical Interlude, 1980; wyd. pol. jako rozdział powieści Gobelin z wampirem 1992)[3]
- Boobs (1989)
- Peregrines (2004)
- Heavy Lifting (2005)

### Eseje
- Gothic Or Not (1976)
- Letter (Janus, Vol. 2, #4) (1976)
- About Suzy McKee Charnas' The Motherlines: A Critique (wraz z Jeanne Gomoll(inne języki); 1977)
- Letter: Reactions to „Lunch & Talk” (Janus Vol 2, No 4) (1977)
- Letter (Janus, Vol. 3, #3) (1977)
- Letter (Janus, Vol. 4, #2-3) (1978)
- A Woman Appeared (1981)
- Stephen R. Donaldson: Six Appreciations (1985)
- Views on Horror and the Limits of Violence (1986)
- About Her Short Story „Boobs” (1990)
- The Longest Day (1990)
- Letter (SF Commentary 68) (1990)
- The Problem of Inadequate Amazons (Response to Salmonson) (1990)
- World SF Meeting in China: China Thoughts (1991)
- Letter (Science Fiction Review, May 1992) (1992)
- Polished Stones: An Introduction (1992)
- Letter (Locus #392) (1993)
- Read This (NYRSF, July 1994) (1994)
- Letter (NYRSF, February 2000) (2000)
- The Stagestruck Vampire (2004)
- They're Right, Art Is Long (2004)
- Judging the Tiptree (2005)
- Where No Man Had Gone Before (2007)
- Jeanne Gomoll: Anything Maker (2014)